# Katterbach (Wilhermsdorf)
Katterbach war eine Gemeinde im Landkreis Neustadt an der Aisch (Mittelfranken, Bayern). Die Gemarkung Katterbach besteht weiterhin und liegt im Landkreis Fürth. Sie hat eine Fläche von 6,067 km² und ist in 572 Flurstücke aufgeteilt, die eine durchschnittliche Fläche von 10607,14 m² haben. In ihr liegen neben dem namensgebenden Ort die Gemeindeteile Altkatterbach, Kreben, Lösleinshäuslein, Oberndorf und Riedelshäuslein.

## Geschichte
Mit dem Zweiten Gemeindeedikt (1818) entstand die Ruralgemeinde Katterbach, zu der Altkatterbach, Neukatterbach und Riedelshäuslein gehörten. Am 9. November 1824 wurden Kreben, Lösleinshäuslein und Oberndorf in die Ruralgemeinde Katterbach integriert. Die Gemeinde war in Verwaltung und Gerichtsbarkeit dem Landgericht Markt Erlbach zugeordnet und in der Finanzverwaltung dem Rentamt Ipsheim. Ab 1862 gehörte Katterbach zum Bezirksamt Neustadt an der Aisch (1939 in Landkreis Neustadt an der Aisch umbenannt) und ab 1856 zum Rentamt Markt Erlbach (1919 in Finanzamt Markt Erlbach umbenannt, ab 1929: Finanzamt Fürth). Die Gerichtsbarkeit blieb beim Landgericht Markt Erlbach (1879 in Amtsgericht Markt Erlbach umbenannt), ab 1959 war das Amtsgericht Fürth zuständig. Die Gemeinde hatte 1964 eine Gebietsfläche von 7,681 km².
Mit der Gebietsreform in Bayern wurde die Gemeinde Katterbach aufgelöst und am 1. Juli 1972 in die Gemeinde Wilhermsdorf eingegliedert, nur der Gemeindeteil Neukatterbach wurde der Gemeinde Neuhof an der Zenn zugeschlagen.

## Einwohnerentwicklung
| Jahr      | 1818  | 1840  | 1852   | 1855   | 1861   | 1867   | 1871   | 1875   | 1880   | 1885   | 1890   | 1895   | 1900   | 1905   | 1910   | 1919   | 1925   | 1933   | 1939   | 1946   | 1950   | 1952   | 1961  | 1970   |
| Einwohner | 160   | 271   | 316    | 330    | 306    | 293    | 295    | 301    | 327    | 320    | 302    | 299    | 293    | 279    | 305    | 291    | 290    | 304    | 263    | 371    | 360    | 293    | 289   | 261    |
| Häuser    | 29    | 53    |        |        |        |        | 57     |        |        | 59     | 58     |        | 59     |        |        |        | 53     |        |        |        | 55     |        | 57    |        |
| Quelle    | [ 8 ] | [ 9 ] | [ 10 ] | [ 10 ] | [ 11 ] | [ 12 ] | [ 13 ] | [ 14 ] | [ 15 ] | [ 16 ] | [ 17 ] | [ 10 ] | [ 18 ] | [ 10 ] | [ 19 ] | [ 10 ] | [ 20 ] | [ 10 ] | [ 10 ] | [ 10 ] | [ 21 ] | [ 10 ] | [ 5 ] | [ 22 ] |